# Leucanopsis ochracea
Leucanopsis ochracea là một loài bướm đêm thuộc phân họ Arctiinae, họ Erebidae.